# Bantous somaliens
Pour les articles homonymes, voir Bantous.

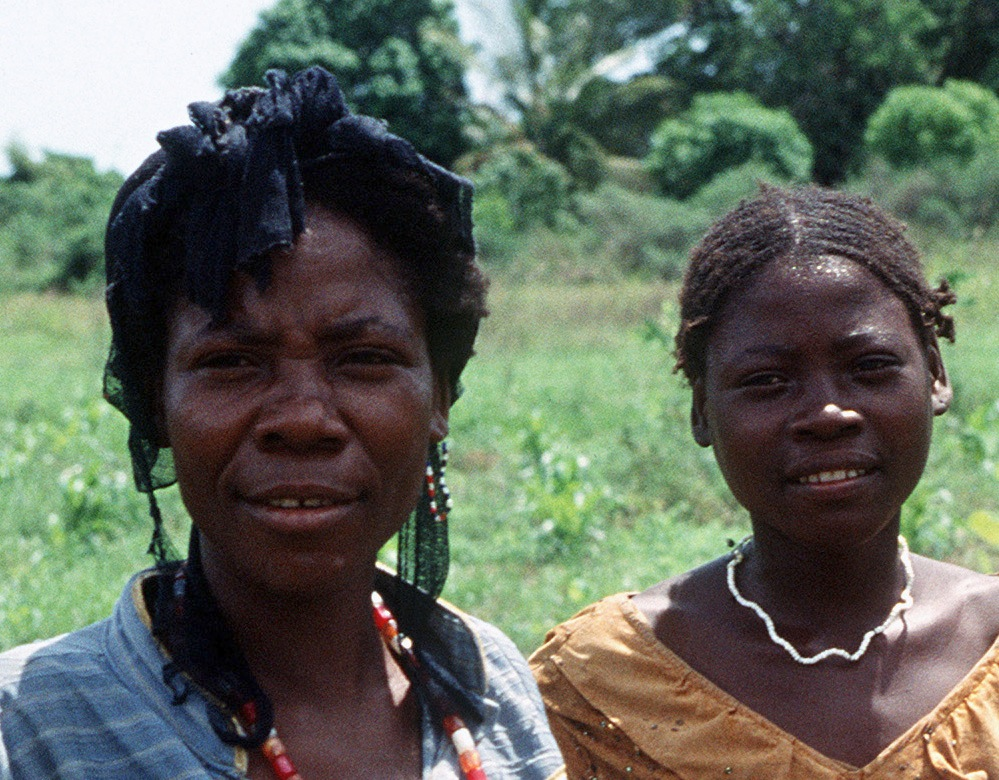
Paysannes somaliennes près de Kismaayo, en 1993.

Les Bantous somaliens (Gosha, Mushunguli) sont des habitants de Somalie, appelés ainsi par les organisations internationales depuis les années 1990. Ces groupes minorisés peuvent comprendre des descendants d'esclaves déportés en Somalie au XIXe siècle, mais aussi d'autres groupes ou de diverses fabrication. Seuls les Mushungulis parlent une langue bantoue.
Se trouvent aussi dans des villes portuaires de Somalie des locuteurs du swahili, une langue bantoue, comme les Bajuni à Kismaayo ou les habitants de Brava.
En tout, le nombre de Bantous en Somalie en 1970 est estimé à 80 000 personnes, principalement installés entre les rivières Jubba et Shebelle dans le Sud du pays.

## Histoire
De 25 000 à 50 000 esclaves bantous ont été vendus sur le marché d'esclaves de Zanzibar à la destination de la Somalie dans les années 1800–1890[réf. nécessaire]. Ils étaient issus essentiellement des groupes ethniques  Yao, Makua, Chewas (Nyanjas), Zigua, Ngidono et Zaramo. Dans les années 1840, des esclaves fugitifs de la vallée du Shebelle commencent à s'installer dans la vallée du Jubba, encore peu peuplée . En 1891, un officier britannique estime leur nombre entre 30 et 40 000 personnes, mais en 1932, un administrateur italien n'en compte que 23 500 .

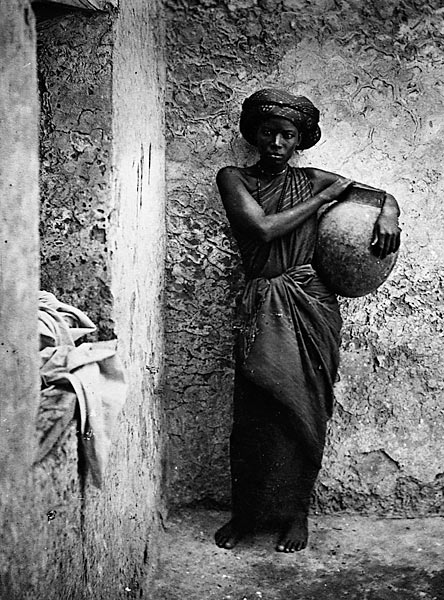
Une esclave bantoue à Mogadiscio (1882-1883).

Au début du XXe siècle, l'esclavage fut aboli par l'administration coloniale de la Somalie italienne; cependant il reste des esclaves jusqu'aux années 1930[réf. nécessaire] et certains Bantous furent même soumis au travail forcé dans les plantations italiennes, car les Somalis eux-mêmes refusaient d'effectuer ce qu'ils considéraient comme un travail subalterne et que les Italiens (comme les Britanniques) considéraient les Somalis comme «racialement supérieurs» aux Bantous .

## Situation contemporaine

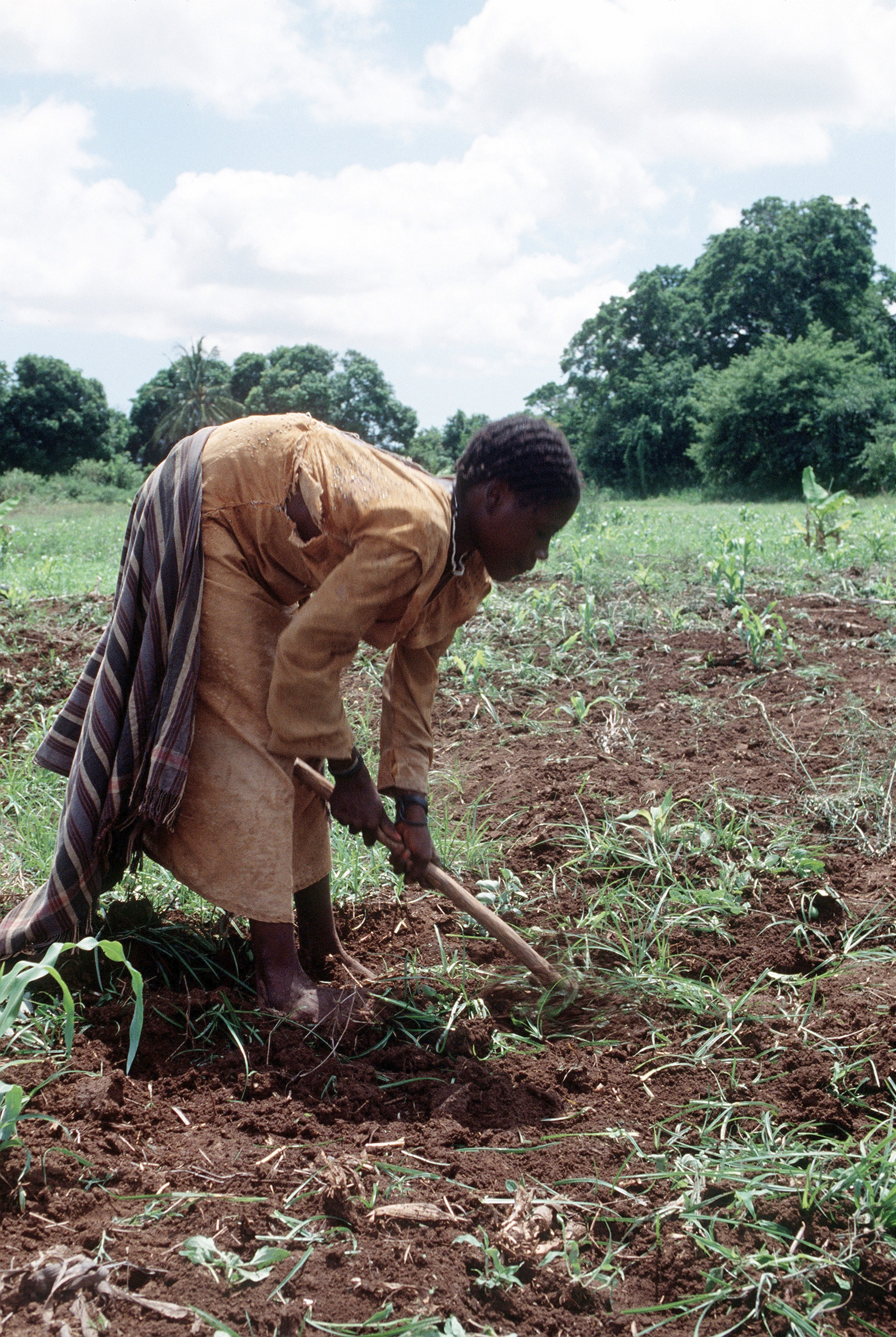
Femme travaillant dans les champs en Somalie

Les Bantous s'auto-identifient tout simplement comme «Bantous». Beaucoup parlent un dialecte somali, appelé « jabarti », « maay » ou « dighil »  mais le swahili reste aussi parlé. La majorité ont adopté l'islam, mais beaucoup maintiennent en même temps d'autres traditions[réf. nécessaire].
Les Bantous sont principalement des agriculteurs sédentaires. Beaucoup se sont « somalisés » au cours des XIXe et XXe siècles. Pendant la guerre civile somalienne, beaucoup ont été expulsés de leur terre par diverses factions armées des clans somaliens[réf. nécessaire]. Disposant de peu d'armes à feu ils étaient des cibles faciles pour les  milices armées. Des dizaines des milliers ont quitté la Somalie, fuyant la guerre et la famine et se sont rendus dans des camps de réfugiés au Kenya. La plupart d'entre eux ont déclaré ne pas vouloir retourner en Somalie[réf. nécessaire]. Environ 12 000 Bantous ont émigré aux États-Unis grâce à l'aide du Haut Commissariat des Nations unies pour les réfugiés.
Le gouvernement tanzanien a commencé à accorder la citoyenneté aux Bantous et à leur accorder des terres dans les régions tanzaniennes dans lesquelles leurs ancêtres ont été enlevés.